# Mszana Górna (gromada)
Mszana Górna – dawna gromada, czyli najmniejsza jednostka podziału terytorialnego Polskiej Rzeczypospolitej Ludowej w latach 1954–1972.
Gromady, z gromadzkimi radami narodowymi (GRN) jako organami władzy najniższego stopnia na wsi, funkcjonowały od reformy reorganizującej administrację wiejską przeprowadzonej jesienią 1954 do momentu ich zniesienia z dniem 1 stycznia 1973, tym samym wypierając organizację gminną w latach 1954–1972.
Gromadę Mszana Górna z siedzibą GRN w Mszanie Górnej utworzono – jako jedną z 8759 gromad na obszarze Polski – w powiecie limanowskim w woj. krakowskim, na mocy uchwały nr 23/IV/54 WRN w Krakowie z dnia 6 października 1954. W skład jednostki wszedł obszar dotychczasowej gromady Mszana Górna ze zniesionej gminy Mszana Dolna w tymże powiecie. Dla gromady ustalono 18 członków gromadzkiej rady narodowej.
30 czerwca 1960 do gromady Mszana Górna przyłączono obszary zniesionych gromad Łętowe i Łostówka.
31 grudnia 1961 do gromady Mszana Górna przyłączono obszar zniesionej gromady Lubomierz; z gromady Mszana Górna wyłączono natomiast wieś Łostówka włączając ją do nowo utworzonej gromady Mszana Dolna.
Gromada przetrwała do końca 1972 roku, czyli do kolejnej reformy gminnej.